# رود لاثام
رود لاثام (12 يونيو 1961 بكرايستشرش في نيوزيلندا - ) (بالإنجليزية: Rod Latham)‏ هو لاعب كريكت نيوزلندي. شارك مع منتخب نيوزيلندا الوطني للكريكت.

## وصلات خارجية
- رود لاثام على موقع إي آس بي آن كريك إنفو (الإنجليزية)